# Hamiltonova–Jacobiho rovnice
Hamiltonova–Jacobiho rovnice je rovnice, která představuje netradiční formulaci klasické mechaniky pouze pomocí jedné nelineární parciální diferenciální rovnice pro akci. Tato formulace není příliš vhodná pro počítání jednoduchých mechanických úloh, naproti tomu představuje formulaci, která umožňuje dobrý limitní přechod mezi mechanikou klasickou a kvantovou.
Známe-li hamiltonián systému, jako funkci zobecněných poloh a hybností, pak má Hamiltonova–Jacobiho rovnice tvar:
{\displaystyle H\left(q_{1},q_{2},\cdots ,q_{n},{\frac {\partial S}{\partial q_{1}}},{\frac {\partial S}{\partial q_{2}}},\cdots ,{\frac {\partial S}{\partial q_{n}}}\right)+{\frac {\partial S}{\partial t}}=0}
Jedná se tedy o nelineární parciální diferenciální rovnici pro akci S, která je funkcí proměnných {\displaystyle q_{1},q_{2},\cdots ,q_{n}}, tj. zobecněných souřadnic.
Nalezené řešení {\displaystyle S(q_{1},q_{2},\cdots ,q_{n},\alpha _{1},\alpha _{2},\cdots ,\alpha _{n},t)} obsahuje mimo souřadnic taktéž n integračních konstant {\displaystyle \alpha _{i}}. Vlastní pohyb soustavy je pak určen rovnicemi
{\displaystyle {\frac {\partial S}{\partial \alpha _{i}}}=\beta _{i},}
což je soustava n rovnic pro n neznámých souřadnic. Z těchto rovnic jsme principiálně schopni vyjádřit vývoj jednotlivých souřadnic s časem, Integrační konstanty {\displaystyle \alpha _{i},\beta _{i}} souvisejí s počáteční polohou a hybností soustavy, existuje zde tedy 2n stupňů volnosti.